# San Marino i olympiska sommarspelen 1960
San Marino deltog i de olympiska sommarspelen 1960 med en trupp bestående av 9 deltagare. Ingen av landets deltagare erövrade någon medalj.